# Nils Wannborg
Nils Emil Wannborg, född 9 november 1913 i Nässjö församling i Jönköpings län, död 12 juli 2001 i Lidingö församling i Stockholms län, var en svensk ingenjör.

## Biografi
Wannborg avlade studentexamen i Uppsala 1932 och civilingenjörsexamen vid Tekniska högskolan i Stockholm 1937, varefter han arbetade som ingenjör vid Telefonaktiebolaget L M Ericsson 1938–1941. Han tjänstgjorde i Tygavdelningen i Arméförvaltningen 1941–1954, bland annat som sektionschef i Materielvårdsbyrån. Åren 1943–1946 var han lärare i materiel- och konstruktionslära vid Artilleri- och ingenjörhögskolan. Han utnämndes till armédirektör av andra graden i Arméingenjörkåren 1948. Åren 1954–1968 tjänstgjorde han vid Armétygförvaltningen: först i Vapengruppen i Materielinspektionen 1954–1958, varpå han utnämndes till armédirektör av första graden i Tygtekniska kåren 1958 och var chef för Materielinspektionen 1958–1968. Wannborg var 1968–1977 chef för Materielinspektionen i Armématerielförvaltningen (från 1972 Huvudavdelningen för armémateriel) vid Försvarets materielverk. Han är begravd på Lidingö kyrkogård.

## Utmärkelser
- Riddare av Nordstjärneorden, 1960.[12]